# Opoka-Kolonia Józefin
Opoka-Kolonia Józefin (prononciation : [ɔˈpɔka kɔˈlɔɲa juˈzɛfʲin]) est un village polonais de la gmina de Annopol dans le powiat de Kraśnik de la voïvodie de Lublin dans l'est de la Pologne.
Le village comptait approximativement une population de 14 habitants en 2006.

## Histoire
De 1975 à 1998, le village est attaché administrativement à la voïvodie de Tarnobrzeg.

Depuis 1999, il fait partie de la voïvodie de Lublin.